# Larinus jaceae
Larinus jaceae är en skalbaggsart som först beskrevs av Fabricius 1775.  Larinus jaceae ingår i släktet Larinus, och familjen vivlar. Arten har ej påträffats i Sverige.